# 알카르크 SC
알카르크 스포츠 클럽(نادي الكرخ)은 바그다드에 있는 카르흐를 연고로 하는 이라크의 축구팀이다. 1991년까지는 알라시드 클럽으로 알려졌다. 아시안 클럽 챔피언십 1988-89에서 원정 다득점 규칙에 의해 카타르의 알사드에 이어 준우승을 차지하였다. 2006년에는 2부 리그로 추락하기도 하였으나 2009년 다시 1부 리그로 승격하였다.

## 역대 우승 기록
- 이라크 프리미어리그: (3)

1987, 1988, 1989 (알라시드 시절)
- 이라크 FA컵: (2)

1987, 1988 (알라시드 시절)
- 아랍 챔피언스리그: (3)

1985, 1986, 1987 (알라시드 시절)

## AFC 대회 기록
- 아시안 클럽 챔피언십: 5회 출전

1985-86: 예선 라운드
1987-88: 조별 예선
1988-89: 결승전
1989-90: 조별 예선
1990-91: 예선 라운드 통과 후 기권

## 선수 명단

### 현역
참고: FIFA 자격 규정에 따라 소속된 국가대표팀 국기를 표시합니다. 선수는 복수의 FIFA 비회원국 국적을 가지고 있을 수 있습니다.
| 번호 | 포지션 | 국적 | 이름            |
| ---- | ------ | ---- | --------------- |
| 5    | DF     |      | 카이오 아카라우 |

| 번호 | 포지션 | 국적 | 이름            |
| ---- | ------ | ---- | --------------- |
| 56   | DF     |      | 리앤더슨 루카스 |

## 역대 감독
| 감독            | 임기        |
| --------------- | ----------- |
| 미하일로 포멘코 | 1990 ~ 1991 |
| 나딤 샤케르     | 1994 ~ 1995 |
| 하산 아마드     | 2021 ~      |